# Les Yeux dans les Bleus
Pour plus de détails, voir Fiche technique et Distribution.
Les Yeux dans les Bleus est un film documentaire français réalisé en 1998 par Stéphane Meunier et la chaîne de télévision Canal+ et produit par Jérôme Caza.

## Présentation
Ce film documentaire relate la vie de groupe des joueurs de l'équipe de France de football durant la Coupe du monde 1998 en France et du staff qui les encadrait. Le réalisateur a partagé la vie du groupe de l'équipe de France pendant toute la compétition, qu'il a filmée à l'aide d'une petite caméra vidéo.

## Fiche technique
- Titre : Les Yeux dans les Bleus
- Réalisation : Stéphane Meunier
- Montage : Gilles Cayatte
- Production : Jérôme Caza
- Société de production : 2P2L
- Pays d'origine :  France
- Langue originale : français
- Genre : documentaire
- Durée : 157 minutes
- Date de sortie VHS et DVD : 
  -  France : 10 août 1998

## Distribution
- Staff de l'équipe de France :
  - Aimé Jacquet :  sélectionneur
  - Roger Lemerre : entraîneur adjoint
  - Philippe Bergeroo : entraîneur gardien
  - Henri Émile : intendance
  - Jean-Marcel Ferret : médecin
  - Philippe Tournon : communication

- Joueurs :
  - Fabien Barthez
  - Laurent Blanc
  - Alain Boghossian
  - Vincent Candela
  - Lionel Charbonnier
  - Marcel Desailly
  - Didier Deschamps
  - Bernard Diomède
  - Youri Djorkaeff
  - Christophe Dugarry
  - Stéphane Guivarc'h
  - Thierry Henry
  - Christian Karembeu
  - Bernard Lama
  - Frank Lebœuf
  - Bixente Lizarazu
  - Emmanuel Petit
  - Robert Pirès
  - Lilian Thuram
  - David Trezeguet
  - Patrick Vieira
  - Zinédine Zidane

## Suites
Deux autres documentaires similaires suivront : 
- Les Yeux dans les Bleus 2 (2001) sur l'équipe de France pendant la préparation de la Coupe du monde 2002.
- Les Yeux dans les Bleus 3 (2002) sur l'équipe de France durant la Coupe du monde 2002.

## Inspiration
Ce film documentaire s'inspire par certains côtés d'un autre film documentaire tourné un quart de siècle plus tôt, Coups de pieds vers la gloire de Michael Samuelson, produit en 1974 par la Fifa, qui raconte l'épopée de la coupe du monde de football 1974, sous le double prime des joueurs de l'équipe d'Allemagne de football et de l'équipe des Pays-Bas de football.